# Robocalypse: Beaver Defense
Robocalypse: Beaver Defense (укр. Робокаліпсис: Боброва оборона) — відеогра 2010 року в жанрі tower defense, розроблена та випущена українською студією Vogster Entertainment для платформи WiiWare, яка є продовженням гри Robocalypse для Nintendo DS. Відеогра випущена у Північній Америці 31 травня та в Європі 4 червня 2010 року.

## Ігровий процес
Гра розгортається навколо мстивого мутованого бобра, єдиною метою якого є помста з гравцем на іншому кінці башти. Ігровий процес схожий на будь-яку іншу гру в жанрі tower defense, гравець розміщує оборонні споруди навколо своєї штаб-квартири, щоб відбити ворожих роботів. Відмінність цієї гри від інших tower defense ігор полягає в тому, що гравець може керувати роботом-героєм і мати прямий вплив на загальний хід гри.

## Розробка
Сюжет створили Джей Лендер і Міка Райт, колишні сценаристи «Губка Боб Квадратні Штани», які також брали участь у розробці попередньої гри. Спочатку планувалося, що гра буде підтримувати мережеву гру до чотирьох гравців, але згодом це було вилучено з фінальної версії.
На відміну від своєї попередниці, сиквел отримав підлітковий рейтинг Entertainment Software Rating Board виключно через сексуалізовану зовнішність персонажки, Констанс Мензіс, яка нагадує Флаксен Геєр з першої гри.

## Оцінки
IGN оцінив гру на 7,0 балів і вважає, що вона не така сильна, як оригінальний реліз на Nintendo DS. Однак вони все одно вважають, що фанатам ігор у жанрі tower defense вона сподобається. Wiiloveit оцінив гру у 22/30 балів і вважає, що це «адекватна гра в жанрі tower defense», продана за «вигідною ціною».